# Superkick

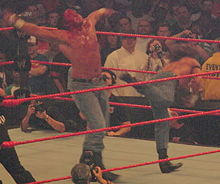
Shawn Michaels fazendo o Sweet Chin Music (Superkick) em Lance Cade.

O Superkick é um movimento usado no wrestling. É um chute que geralmente vai de encontro ao queixo do oponente. Mas também pode ser feito em outras partes do corpo, como o tórax, ou até a face.
Uma das versões mais conhecidas é o Sweet Chin Music, que ficou famoso pelo wrestler Shawn Michaels, pois antes de aplicar o golpe, Michaels se dirigia até o turnbuckle e começava a bater seu pé direito no chão, causando um grande pop do público.
O inventor desse golpe é o falecido Chris Adams, que criou o golpe a partir de outro movimento, o Enzuigiri.
Uma variação desse golpe é o Superkick Duplo, feito por dois lutadores. Um exemplo é o que era feito por Shawn Michaels e Marty Jannetty, os "The Rockers" e pelos '"The Usos".